# سید محسن موسوی‌زاده
سید محسن موسوی‌زاده (زاده ۱۳۵۱، اهواز) نمایندهٔ دورهٔ دوازدهم مجلس شورای اسلامی از حوزه انتخابیه اهواز، باوی، حمیدیه و کارون در استان خوزستان است که با کسب ۸۱ هزار و ۹۴۳ رأی  به مجلس شورای اسلامی راه پیدا کرد.
وی پیش تر عضو دوره‌های پنجم و ششم شورای اسلامی شهر اهواز و نماینده استان خوزستان در شورای عالی استان های ایران بود.